# Enczowci
Enczowci (bułg. Енчовци) – wieś w środkowej Bułgarii, w obwodzie Gabrowo, w gminie Trjawna. Według danych Narodowego Instytutu Statystycznego, 31 grudnia 2011 roku wieś liczyła 25 mieszkańców.

## Historia
W latach 1899–1934 Enczowci było miejscowością gminną, w skład gminy Enczowci wchodziły wsie: Byrdarite, Dołni Marenci, Dołni Radkowci, Gorni Marenci, Gorni Radkowci, Guglewci, Kisełkowci, Marucekowci, Noseite i Tabacite.

## Zabytki
- cerkiew pw. Uśpienia Bogurodzicy
- pomnik ku czci pamięci zabitych w wojnach – znajduje się w centrum Enczowci[9]

## Znane osoby
W Enczowci został pochowany Stefan Prodew – eseista, poeta, publicysta, redaktor.
Ludzie związani z Enczowcim:
- Dimityr Sergyow – trjawniański mistrz, wybudował cerkiew[10]
- Koju Witanow – pop[11]
- Złatju Iwanow Angełow – ksiądz sprawujący posługę w cerkwi w latach XX
- Nikoła Krystinkow – nauczyciel, założyciel bułgarskiego Towarzystwa Psychologicznego